# Przednia Kopa Sołtysia
Przednia Kopa Sołtysia (1334 m) – szczyt w paśmie reglowym Tatr Wysokich w grupie Kop Sołtysich. Jest to najniżej położony i najniższy szczyt w całej tej grupie. Od sąsiedniej na południe Średniej Kopy Sołtysiej (1362 m) oddziela go Przednia Przełęcz Sołtysia (1303 m). Zachodnie stoki Przedniej Kopy Sołtysiej opadają do dolinki Skalnite, wschodnie do doliny Filipki. Szczyt jest zwornikiem; grzbiet rozgałęzia się na nim na 5 grzbietów, pomiędzy którymi znajdują się żleby i dolinki opadające na północny zachód, północ i północny wschód do Doliny Suchej Wody. W kierunku od zachodu na wschód są to:
- Podspad
- Świniarski Żleb
- Koziarski Żleb
- Broniarski Żleb
- Jarząbczak.

Niektóre z oddzielających je grzbietów mają własne nazwy. Grzbiet między Świniarskim Żlebem i Kociarskim Żlebem to Suchy Wierch, między Kociarskim i Broniarskim to Średni Wierch, a między Broniarskim i Jarząbczakiem to Wysoki Regiel.
Większość stoków porasta świerkowy las, ale wierzchołek i stoki opadające na południe, do Przedniej Sołtysiej Przełęczy są trawiaste. Trawiaste są także dwie płaśnie (rówienki) na południowo-wschodnim ramieniu Przedniej Kopy: Sołtysia Płaśnia i Sołtysie Szałasiska. To pozostałości dawnej hali Kopy Sołtysie. Niegdyś były na nich szałasy.

## Przypisy

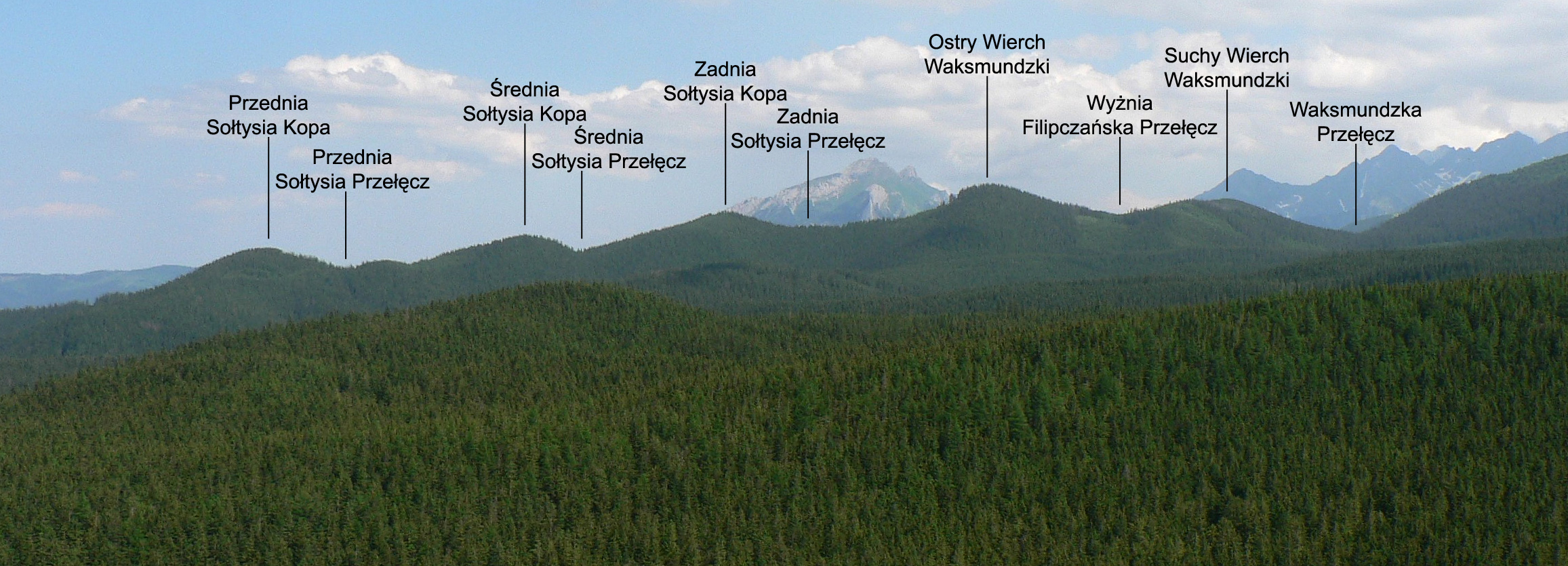
Widok z Wielkiego Kopieńca